# سیارک ۳۳۸۵
سیارک ۳۳۸۵ (به انگلیسی: 3385 Bronnina، نامگذاری:1979SK11) سه هزار و سیصد و هشتاد و پنجمین سیارک کشف شده‌است که در ۲۴ سپتامبر ۱۹۷۹ کشف شد.
قدر مطلق سیارک برابر ۱۲٫۸۰ است.